# Lliga montenegrina de bàsquet
La lliga montenegrina de bàsquet, anomenada també Prva A Liga, és la principal competició de basquetbol disputada a Montenegro. Es disputa des del 2006 després de la desaparició de la Lliga serbo-montenegrina de bàsquet.

## Historial
| Any     | Guanyador                               | Sèrie                                   | Finalista                               |
| ------- | --------------------------------------- | --------------------------------------- | --------------------------------------- |
| 2006–07 | Budućnost                               | 3–0                                     | Lovćen                                  |
| 2007–08 | Budućnost                               | 3–0                                     | Mogren                                  |
| 2008–09 | Budućnost                               | 3–0                                     | Primorje                                |
| 2009–10 | Budućnost                               | 3–0                                     | Lovćen                                  |
| 2010–11 | Budućnost                               | 3–0                                     | Mornar                                  |
| 2011–12 | Budućnost                               | 3–0                                     | Sutjeska                                |
| 2012–13 | Budućnost                               | 3–0                                     | Sutjeska                                |
| 2013–14 | Budućnost                               | 3–0                                     | Zeta                                    |
| 2014–15 | Budućnost                               | 3–1                                     | Sutjeska                                |
| 2015–16 | Budućnost                               | 3–1                                     | Mornar                                  |
| 2016–17 | Budućnost                               | 3–2                                     | Mornar                                  |
| 2017–18 | Mornar                                  | 3–1                                     | Budućnost                               |
| 2018–19 | Budućnost                               | 3–2                                     | Mornar                                  |
| 2019-20 | Cancel·lada per la pandèmia de COVID-19 | Cancel·lada per la pandèmia de COVID-19 | Cancel·lada per la pandèmia de COVID-19 |

## Palmarès
| Club         | Guanyador | Finalista |
| ------------ | --------- | --------- |
| Budućnost    | 12        | 1         |
| Mornar       | 1         | 4         |
| Sutjeska     | 0         | 3         |
| Lovćen       | 0         | 2         |
| Mogren       | 0         | 1         |
| ABS Primorje | 0         | 1         |
| Zeta 2011    | 0         | 1         |